# Houthulst
Houthulst (franceză FR) este o comună neerlandofonă situată în provincia Flandra de Vest, regiunea Flandra din Belgia. La 1 ianuarie 2008 avea o populație totală de 9.307 locuitori. 

## Geografie
Comuna actuală Houthulst a fost formată în urma unei reorganizări teritoriale în anul 1977, prin înglobarea într-o singură entitate a 3 comune învecinate. Suprafața totală a comunei este de 55,89 km². Comuna este subdivizată în secțiuni, ce corespund aproximativ cu fostele comune de dinainte de 1977. Acestea sunt:
| - I. Houthulst - II. Klerken - V. Sint-Kristoffel - III. Merkem - IV. Jonkershove |

Localitățile limitrofe sunt:
| - Comuna Staden: - a. Staden - Comuna Langemark-Poelkapelle: - b. Poelkapelle - c. Langemark - d. Bikschote - Comuna Lo-Reninge: - e. Noordschote - f. Reninge | - Comuna Diksmuide: - g. Nieuwkapelle - h. Woumen - i. Esen - Comuna Kortemark: - j. Zarren |